# Dennis Gabor
Dennis Gabor (Budimpešta, 5. lipnja 1900. – London, 9. veljače 1979.), britanski inženjer elektrotehnike i fizičar madžarskog podrijetla. Diplomirao je 1924. na Sveučilištu u Berlinu. Proučavao je prijenosne (transportne) pojave u plazmi, osciloskope, magnetske leće i interferencijsku mikroskopiju. Patentirao je više od 100 izuma. Tražeći mogućnosti povećanja razlučivanja elektronskoga mikroskopa izumio je holografski postupak. Za izum i razvoj holografije (1948.), koja je tek izumom lasera našla svoju praktičnu primjenu, dobio Nobelovu nagradu za fiziku (1971.). Bio je član Kraljevskog društva (eng. Royal Society) od 1956.